# سلم بن زیاد
ابوحرب سلم بن زیاد بن ابیه (عربی: سالم بن زیاد  
) (متوفی اواخر سال ۶۹۲میلادی) یک ژنرال و دولتمرد خلافت اموی بود که بعدها در جریان جنگ داخلی مسلمانان دوم پیش از بازگشت به صفوف بنی‌امیه به خلافت عبدالله بن الزبیر رفت. سلم در سال ۶۸۱م. توسط خلیفه یزید اول (حک ۶۸۰–۶۸۳) به عنوان والی خراسان و سیستان منصوب شد.
او در دوران فرمانداری خود چندین حمله لشکرکشی به مناطق آسیای مرکزی، ماوراءالنهر از جمله سمرقند و خوارزم انجام داد. موفقیت‌های او و توزیع سخاوتمندانه غنائم جنگی او در میان سپاهیان عرب خراسانی‌اش، محبوبیت زیادی برای او به همراه داشت، اما پس از مرگ یزید، سلم نتوانست برای مدت طولانی وفاداری آنها را به بنی‌امیه حفظ کند. سلم پس از آنکه لشکریان و جانشین منتخب او، عبدالله بن خاظم السلمی، با خلافت رقیب عبدالله بن زبیر بیعت کردند، به بصره رفت. در آنجا سرانجام به اردوگاه ابن الزبیر پیوست، اما در مکه توسط ابن الزبیر زندانی شد. وی پس از پرداخت رشوه‌ای هنگفت آزاد شد و به دنبال مرگ ابن الزبیر به دست بنی امیه در اواخر سال ۶۹۲میلادی، مجدداً به استانداری خراسان منصوب شد. با این حال، او قبل از اینکه بتواند وظایف خود را از سر بگیرد، درگذشت.